# Templo do Céu
O Templo do Céu (em chinês tradicional 天壇, em chinês simplificado 天坛, em pinyin "Tiāntán") é um complexo de templos taoístas em Pequim, o maior do seu género em toda a República Popular da China. Foi construído no ano 1420 e tanto a Dinastia Ming como a Dinastia Qing o utilizaram para pedir a intercessão celestial para as colheitas (na Primavera) e dar graças ao Céu pelos frutos obtidos (no Outono). Desde 1998 que é considerado Património da Humanidade pela UNESCO.
Está situado no parque Tiantan Gongyuan, a sul de Pequim. O Templo do Céu inclui a norte a Sala de Oração pelas Boas Colheitas; a sul, o Altar Circular e a Abóbada Imperial Celestial.
O conjunto está rodeado de uma muralha interior e outra exterior formadas por uma base rectangular que simboliza a Terra, rematadas com formas arredondadas para simbolizar o Céu. As muralhas dividem o recinto em duas zonas: a interior e a exterior.

## Sala da Oração pelas Boas Colheitas

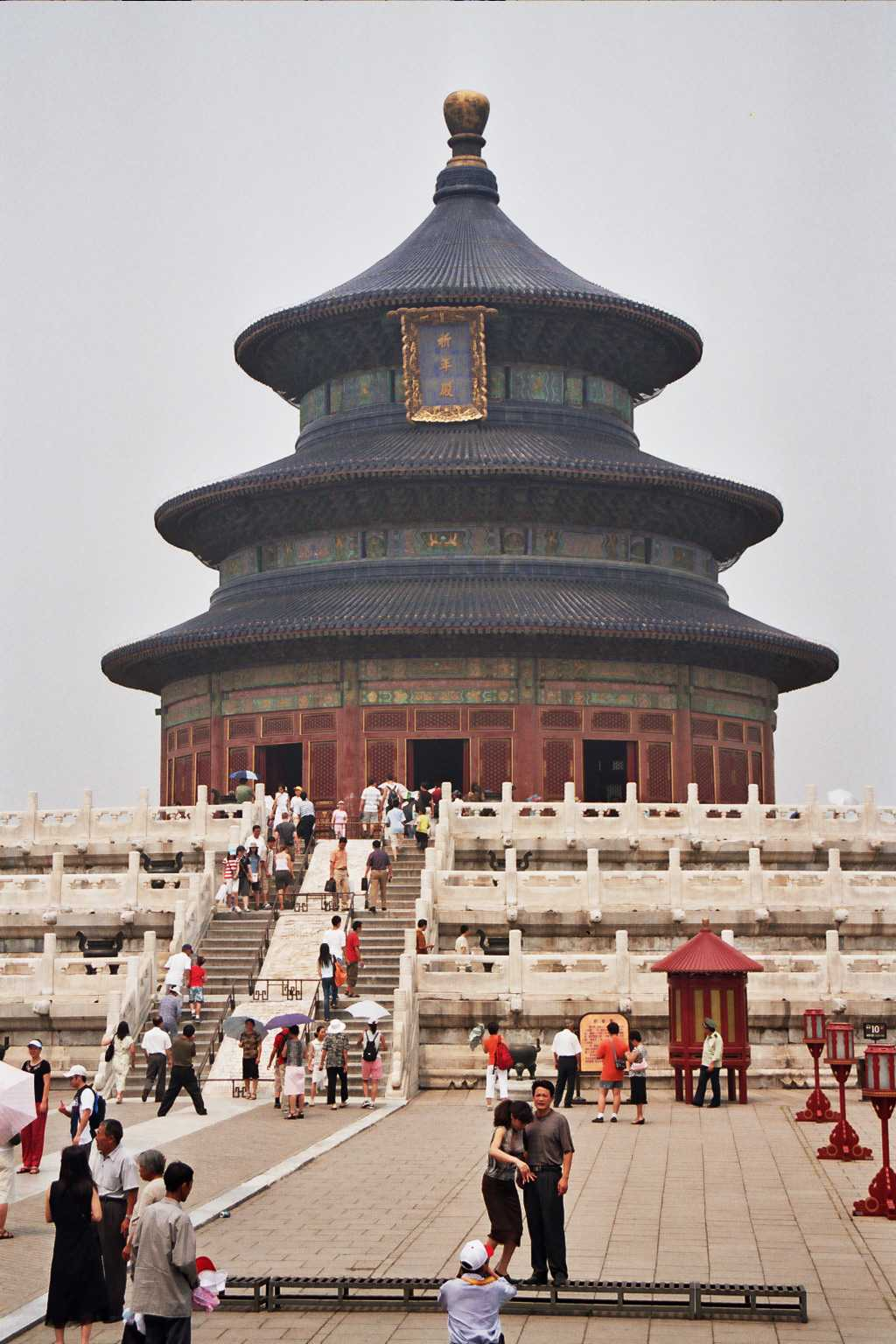
Sala da Oração pelas Boas Colheitas.

Este templo, (em chinês 天坛), é talvez o edifício mais conhecido de todo o conjunto e um dos mais representativos da cidade de Pequim. Trata-se de uma construção circular, de diâmetro de 30 metros e altura de 38 metros. Construído sobre três terraços circulares de mármore branco, o edifício ergue-se sobre 28 pilares de madeira e muros de ladrilho. Não tem nenhuma viga.
A sala tem um triplo telhado construído com telhas de cor azul e está rematado por uma bola dourada na sua cúpula. Este edifício foi destruído por um incêndio em 1899 e reconstruído no ano seguinte.

## Altar Circular

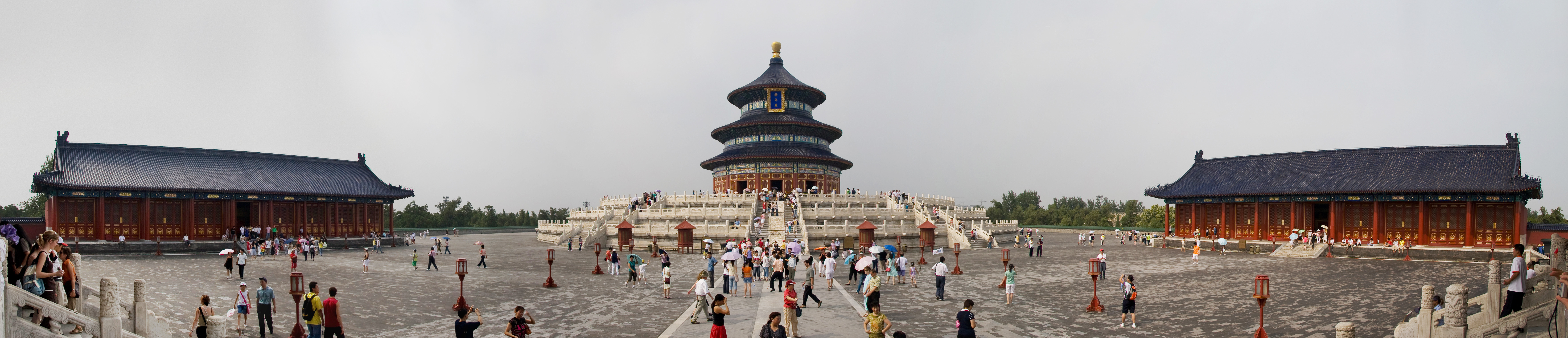
Templo do céu, visão panorâmica.

O Altar Circular ou Altar do Céu é uma construção aberta que se liga à Sala da Oração pelas Boas Colheitas mediante um caminho de pedra e ladrilhos de mais de 350 metros de comprimento. Construído em 1530, o altar consta de três terraços concêntricos rodeados de  varandins de mármore branco.
Cada lanço das escadas que conduzem ao cimo do altar é formado por 9 degraus, já que os chineses consideram o número 9 como número de boa sorte.  A acústica especial do lugar permite que, se alguém fala no centro do altar, o som aumente e se escute em todos os locais da sala.

## Abóbada Imperial Celestial
Aqui era onde os imperadores prestavam homenagem aos seus antepassados. Trata-se de uma construção muito parecida à Sala da Oração pelas Boas Colheitas, embora de um tamanho menor: 19 metros de altura por 15,6 metros de diâmetro.
A abóbada está rodeada pelo muro do eco, uma singular construção redonda de cerca de 60 metros de diâmetro. Uma pessoa pode colocar-se em qualquer ponto do muro e a sua voz ouvir-se-á claramente no ponto oposto já que o som se transmite ao longo da superfície da parede.
- Commons
- Commons